# Austrogymnocnemia lineata
Austrogymnocnemia lineata is een insect uit de familie van de mierenleeuwen (Myrmeleontidae), die tot de orde netvleugeligen (Neuroptera) behoort. 
Austrogymnocnemia lineata is voor het eerst wetenschappelijk beschreven door New in 1985.